# Чашмаи-Кулло
Чашмаи-Кулло (тадж. Чашмаи Кулло) — сельский населённый пункт (тадж. деҳа) в центральном Таджикистане. Находится в Рогунском районе — районе республиканского подчинения Таджикистана. Входит в состав сельской общины (джамоата) Кадиоб. Расположен в Раштской долине, в долине реки Вахш. Расстояние от села до центра района (г. Рогун) — 15 км, центра общины (село Кадиоб) — 8 км. Население — 2080 человек (2017 г.), таджики. Население в основном занято сельским хозяйством (животноводство и растениводство). Земли орошаются главным образом водами горных источников.